# Капаней

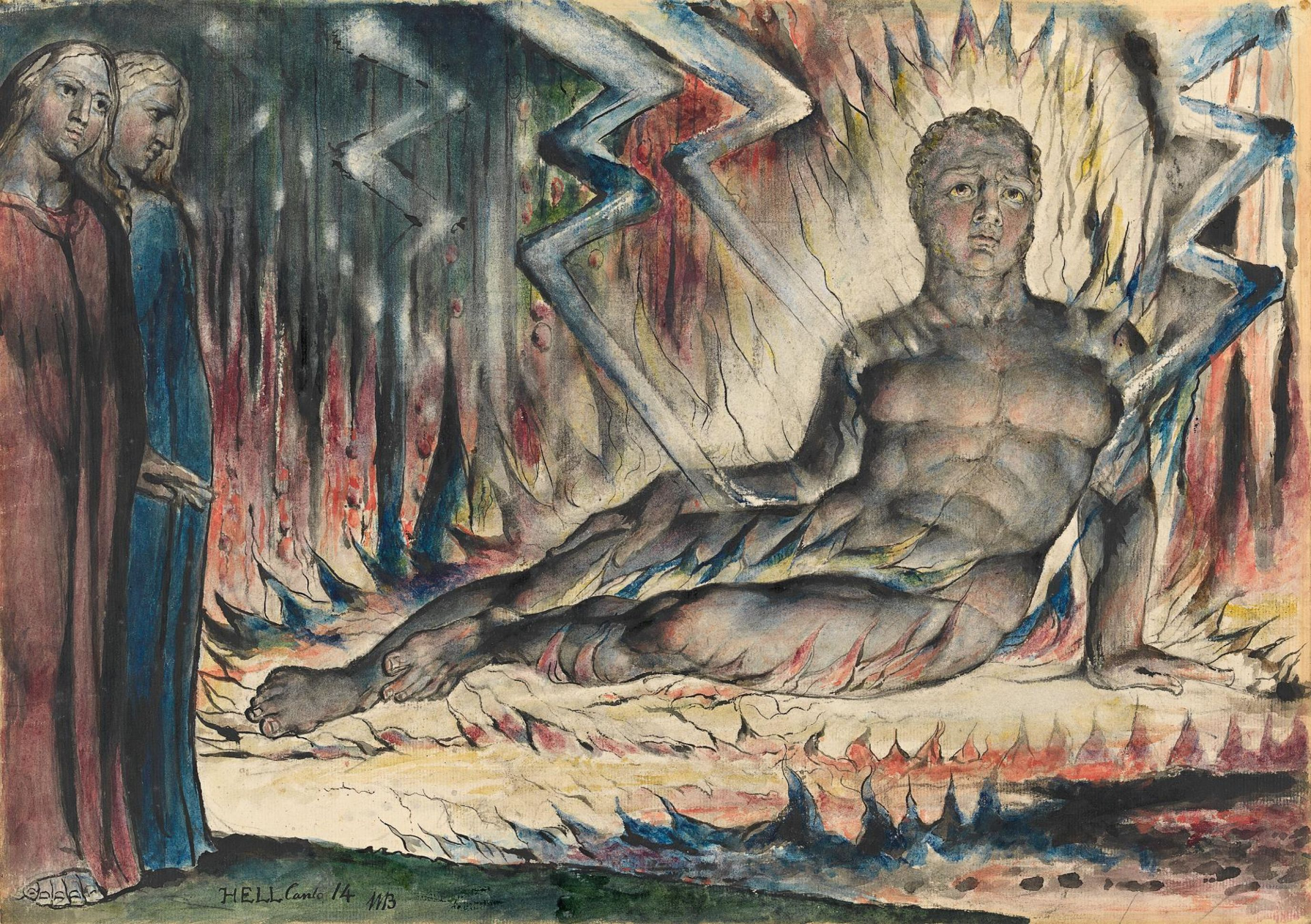
Капаней.

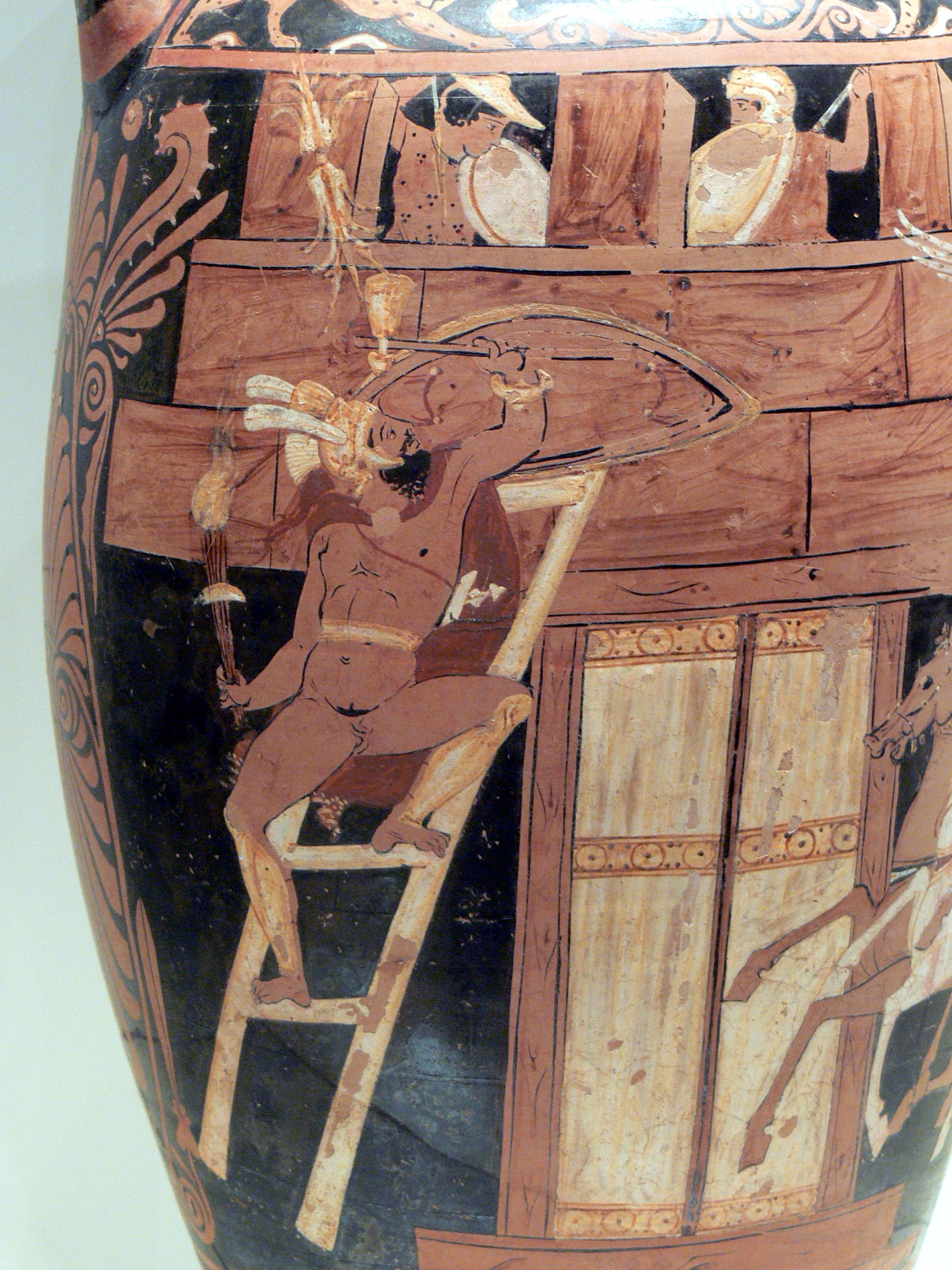
Амфора «Семеро против Фив», по лестнице поднимается Капаней. Кайванский вазописец

Капаней (др.-греч. Καπανεύς) — в древнегреческой мифологии отец Сфенела, один из семи героев, принявших участие в походе против Фив. Сын Гиппоноя и Астиномы. По другой версии, сын Алектора и отец Сфенела.

## Биография
Уроженец Аргоса. На Немейских играх состязался в кулачном бою. Один из Семерых против Фив, на щите у него был изображен обнаженный воин с перуном и надпись «Сожгу я город». Стоял у ворот Электры. По другой версии, осаждал Огигийские ворота. Во время приступа он изрёк нечестивую клятву, что возьмёт город, даже если б того не желали бессмертные боги.
Схватив лестницу, пытался забраться на городские стены, но разгневанный его похвальбой Зевс поразил его молнией, и он упал вместе с лестницей, по которой взбирался на стену — сцена, часто описывавшаяся и изображавшаяся классическими поэтами и художниками. Согласно другой версии, убит, поднимаясь на лестнице на городскую стену. Либо сначала взошёл на стену и уже там был поражён. Согласно Павсанию, это случилось у ворот Электры.
О гибели его рассказывает также римский поэт Стаций в своей «Фиваиде» (X, 827-XI, 20). При сожжении его трупа в Аргосе его жена Евадна бросилась в пламя и сгорела вместе с ним. Существует версия Стесихора, что бог Асклепий после воскресил его. Его статуя находилась в Дельфах.

## В культуре
Действующее лицо трагедии Тимесифея «Капаней». В «Божественной комедии» Данте за своё богохульство Капаней помещен в седьмой круг ада, где он гордо сносит страдания, продолжая бросать Зевсу гневные вызовы.